# Sabrina Vega Gutiérrez
Sabrina Vega Gutiérrez (ur. 28 lutego 1987 w Las Palmas) – hiszpańska szachistka, arcymistrzyni od 2007, posiadaczka męskiego tytułu mistrza międzynarodowego od 2013 roku.

## Kariera szachowa
W latach 1996–2007 wielokrotnie reprezentowała Hiszpanię na mistrzostwach świata i Europy juniorek we wszystkich kategoriach wiekowych, najlepsze wyniki osiągając w latach 1999 w Oropesa del Mar (MŚ do 12 lat – IV m.) oraz 1996 w Cala Galdana (MŚ do 10 lat – V m.).
W 2004 r. zwyciężyła (wspólnie z Marthą Fierro Baquero, przed m.in. Barbarą Jaracz i Tatianą Kononenko) w kołowym turnieju w Lorce, w 2005 r. zajęła I m. w Dos Hermanas, a w latach 2006 i 2007 – w Las Palmas. Normy na tytuł arcymistrzyni wypełniła w Mondariz (2005/06), Lorce (2007) i La Massanie (2007). W 2008 r. zdobywała w Novetlé tytuł indywidualnej mistrzyni Hiszpanii, natomiast w 2009 r. zajęła III m. (za Bojanem Kurajicą i Aleksą Strikoviciem, przed Draganem Barlovem) w dwukołowym turnieju w Las Palmas. W 2011 r. zdobyła srebrny, a w 2012 r. – złoty (po raz drugi w karierze) medal mistrzostw Hiszpanii. W latach 2013 i 2014 dwukrotnie zwyciężyła turniejach rozegranych w Belgradzie.
Wielokrotnie reprezentowała Hiszpanię w turniejach drużynowych, m.in.:
- czterokrotnie na olimpiadach szachowych (w latach 2004, 2008, 2012, 2014)[7],
- pięciokrotnie na drużynowych mistrzostwach Europy (w latach 2005, 2007, 2009, 2011, 2013)[8].

Najwyższy ranking w dotychczasowej karierze osiągnęła 1 maja 2014 r., z wynikiem 2410 punktów zajmowała wówczas 63. miejsce na światowej liście FIDE, jednocześnie zajmując 3. miejsce (za Olgą Aleksandrową i Aną Matnadze) wśród hiszpańskich szachistek.